# Racketeer Influenced and Corrupt Organizations Act
Pour les articles homonymes, voir Rico.
Le Racketeer Influenced and Corrupt Organizations (RICO) Act (en français : Loi sur les organisations motivées par le racket et la corruption) est une loi fédérale des États-Unis qui prévoit des sanctions pénales étendues et une cause d'action civile pour les délits commis dans le cadre des activités d'une organisation criminelle.
La RICO a été promulguée par l'article 901(a) de la loi de 1970 sur le contrôle du crime organisé (Organized Crime Control Act) Pub. L. 91–452) et est codifiée au paragraphe 18 U.S.C. ch. 96 comme 18 U.S.C. §§ 1961–1968 . G. Robert Blakey, conseiller du Comité des opérations gouvernementales du Sénat des États-Unis, en est le rédacteur, sous l'étroite supervision du président du comité, le sénateur John Little McClellan. Elle a été entérinée sous le titre IX de l'Organized Crime Control Act de 1970 et contresignée en tant que loi par le président américain Richard Nixon. Initialement employée dans les années 1970 à l'encontre de la mafia et d'autres organisations criminelles, son champ d'application s'est élargi par la suite.
Depuis 1972, trente-trois États ont adopté des lois RICO pour pouvoir engager ce type de poursuites.

## Loi résumée
En vertu de la RICO, quiconque a commis « au moins deux actes de racket » figurant dans une liste de 35 crimes — 27 crimes fédéraux et huit crimes d'État — au cours d'une période de 10 ans peut être accusé de racket si de tels actes visent une « entreprise » de l'une des quatre façons spécifiées . Les personnes reconnues coupables de racket peuvent être condamnées à une amende pouvant aller jusqu'à 25 000 $ et à 20 ans de prison par chef d'accusation de racket. De plus, le racketteur doit renoncer à tous les gains irrégulièrement acquis ainsi que les intérêts qui auraient été pris dans toute entreprise selon un modèle d'« activité de racket ».
Lorsque le procureur des États-Unis procède à une inculpation sous RICO il peut, avant le procès, demander une ordonnance restrictive ou une injonction pour geler les avoirs de l’accusé, ce qui empêche le transfert de biens potentiellement confiscables, et exiger la présentation d'une caution d'exécution (performance bond). Cette disposition a été ajoutée à la loi parce qu’il est arrivé que les propriétaires de sociétés écrans liées à la mafia prennent la fuite en exfiltrant leurs actifs. Une injonction ou un cautionnement d'exécution garantissent qu'il y aura des biens à saisir en cas de verdict de culpabilité.
Dans de nombreux cas, la seule menace d’inculpation sous RICO peut inciter la défense à plaider coupable sur des charges moins lourdes, en partie parce que la saisie de leurs biens rendrait difficile le paiement des honoraires de l'avocat chargé de les défendre. Malgré ses dispositions sévères, une accusation sous  RICO est considérée comme facile à prouver devant un tribunal car elle se concentre sur les types de comportement par opposition aux actes criminels.
La RICO permet également à un particulier « lésé dans ses affaires ou sa propriété » par un « racketteur » d'intenter une poursuite civile. Le plaignant doit alors prouver l'existence d'une « entreprise » organisée de racket. Le ou les défendeurs ne sont pas l’entreprise elle-même ; en d'autres termes, le(s) défendeur(s) et l'entreprise ne sont pas une seule et même personne. Il doit exister l'une des quatre relations spécifiées entre le(s) défendeur(s) et l'entreprise : soit le(s) défendeur(s) ont investi le produit de l'activité de racket dans l'entreprise (18 USC § 1962(a) ); ou le ou les défendeurs ont acquis ou conservé un intérêt ou le contrôle de l'entreprise par le biais d'activités de racket (sous-section (b)); ou le ou les défendeurs ont mené ou participé aux affaires de l'entreprise « par le biais » d'activités de racket (sous-section (c)); ou le ou les défendeurs ont comploté pour faire l'une des actions ci-dessus (sous-section (d)). Essentiellement, l'entreprise est soit le « prix », « l'instrument », « la victime » ou « l'auteur » des racketteurs. Une action civile RICO peut être déposée devant un tribunal d'État ou fédéral.
Les volets pénal et civil permettent le recouvrement de dommages -intérêts triples (dommages-intérêts au triple du montant des dommages-intérêts réels/compensatoires).
Bien que son intention principale était de lutter contre le crime organisé, le rédacteur de la loi Robert Blakey a déclaré que le Congrès n'avait jamais eu l'intention de simplement s'appliquer à la mafia. Il a dit un jour au magazine Time :« Nous ne voulons pas d'un ensemble de règles pour les personnes aux cols bleus ou dont les noms se terminent par des voyelles, et un autre pour les cols blancs qui ont des diplômes de l'Ivy League ».
Le tout premier procès RICO a été mené en mai 1979 dans United States v. Sam Bailey Gang, par le procureur Mark L. Webb à San Francisco, Californie, district nord de la Californie. L'affaire a été jugée avec succès en utilisant la loi RICO en alléguant qu'un gang de cambrioleurs postaux et un receleur du Nevada avaient collaboré de manière criminelle à la manière du crime organisé. L'affaire n'impliquait pas une famille du crime mafieux. Par la suite, la loi RICO a été utilisée pour la première fois par le bureau du procureur des États-Unis dans le district sud de New York le 18 septembre 1979, dans les États-Unis c. Scotto. Scotto, qui a été reconnu coupable de racket, d'acceptation de paiements illégaux de main-d'œuvre et d'évasion fiscale, a dirigé l'International Longshoreman's Association. Au cours des années 1980 et 1990, les procureurs fédéraux ont utilisé la loi pour porter des accusations contre plusieurs figures de la mafia. Le deuxième grand succès a été le procès de la Commission de la mafia, qui s'est déroulé du 25 février 1985 au 19 novembre 1986. Rudy Giuliani a inculpé 11 personnalités du crime organisé, dont les chefs des " cinq familles " de New York, en vertu de la loi RICO, pour des accusations d'extorsion de fonds, de racket de main-d'œuvre et de meurtre contre rémunération. Le magazine Time a qualifié le "Case of Cases" de possiblement "l'attaque la plus importante contre l'infrastructure du crime organisé depuis que le haut commandement de la mafia de Chicago a été balayé en 1943" et a cité l'intention déclarée de Giuliani : "Notre approche est d'éliminer les cinq familles." Le patron de la famille Gambino Paul Castellano, a échappé à la condamnation lorsque lui et son sous-chef, Thomas Bilotti, ont été assassinés dans les rues de Midtown Manhattan le 16 décembre 1985. Cependant, trois chefs des Cinq Familles ont été condamnés à 100 ans de prison le 13 janvier 1987,. Les dirigeants des familles Genovese et Colombo, Tony Salerno et Carmine Persico ont reçu des peines supplémentaires dans des procès séparés, avec des peines de 70 et 39 ans consécutives. Il était assisté de trois procureurs adjoints des États-Unis : Michael Chertoff, l'éventuel deuxième secrétaire américain à la Sécurité intérieure et co-auteur du Patriot Act ; John Savarese, plus tard associé chez Wachtell Lipton Rosen & Katz ; et Gil Childers, plus tard chef adjoint de la division criminelle du district sud de New York et plus tard directeur général du service juridique de Goldman Sachs.

## Lois d'État
À partir de 1972, trente-trois États, ainsi que Porto Rico et les îles Vierges américaines, adoptent des lois d'État RICO pour couvrir d'autres infractions d'État dans le cadre d'un régime similaire.

## Infractions visées par la RICO
En vertu de la loi, le sens de l' activité de racket est fixé à 18 U.S.C. § 1961 . Tel qu'il est actuellement modifié, il comprend :
- Toute violation des lois de l'État contre le jeu, le meurtre, l'enlèvement, l'extorsion, l'incendie criminel, le vol qualifié, la corruption, le trafic de matière obscène ou le trafic d'une substance contrôlée ou d'un produit chimique répertorié (tel que défini dans la Loi sur les substances contrôlées ) ;
- Tout acte de corruption, de contrefaçon, de vol, de détournement de fonds, d'escroquerie, de trafic d'objets obscènes, d'entrave à la justice, d'esclavage, de racket, de jeu, de blanchiment d'argent, de commission de meurtre pour compte d'autrui et de nombreuses autres infractions couvertes par le code pénal fédéral ( titre 18 );
- Détournement de fonds syndicaux ;
- Fraude en faillite ou fraude en valeurs mobilières ;
- Trafic de drogue ; les réseaux de drogue à long terme et élaborés peuvent également être poursuivis en vertu de la loi sur l'entreprise criminelle continue ;
- Violation pénale du droit d'auteur ;
- Blanchiment d'argent et infractions connexes ;
- Faire entrer, aider ou aider des étrangers à entrer illégalement dans le pays (si l'action visait un gain financier) ;
- Actes de terrorisme.

Le schéma d'activité de racket nécessite au moins deux actes d'activité de racket, dont l'un a eu lieu après la date d'entrée en vigueur du présent chapitre et le dernier s'est produit dans les dix ans (à l'exclusion de toute période d'emprisonnement) après la commission d'un acte antérieur d'activité de racket . La Cour suprême des États-Unis a demandé aux tribunaux fédéraux de suivre le test de continuité plus relation afin de déterminer si les faits d'une affaire spécifique donnent lieu à un modèle établi. Les actes illégaux constituant un modèle sont appelés infractions « sous-jacentes ». Les actes sous-jacents sont liés s'ils « ont des objectifs, des résultats, des participants, des victimes ou des méthodes de commission identiques ou similaires, ou s'ils sont autrement liés par des caractéristiques distinctives et ne sont pas des événements isolés ». La continuité est à la fois un concept fermé et ouvert, se référant soit à une période de conduite fermée, soit à une conduite passée qui, par sa nature, se projette dans le futur avec une menace de répétition.

## Application des lois RICO
Bien que certains des actes sous-jacents RICO soient l'extorsion et le chantage, l'une des succès de la loi RICO a été la capacité d'inculper et/ou de sanctionner des individus pour leur comportement et leurs actions commises contre des témoins et des victimes dans le cadre de représailles ou de représailles présumées pour avoir coopéré avec organismes fédéraux chargés de l'application de la loi ou du renseignement.
Des violations des lois RICO peuvent être alléguées dans des affaires civiles ou pour des accusations criminelles. Dans ces cas, des accusations peuvent être portées contre des individus ou des sociétés en représailles pour lesdits individus ou sociétés travaillant avec les forces de l'ordre. En outre, des accusations peuvent également être portées contre des individus ou des sociétés qui ont poursuivi ou déposé des accusations criminelles contre un défendeur.
Les lois anti-SLAPP (poursuites stratégiques contre la participation du public ) peuvent être appliquées pour tenter de freiner les abus présumés du système juridique par des individus ou des entreprises qui utilisent les tribunaux comme une arme pour riposter contre les dénonciateurs ou les victimes ou pour faire taire le discours d'autrui. RICO pourrait être allégué s'il peut être démontré que des avocats ou leurs clients ont comploté et collaboré pour concocter des plaintes juridiques fictives uniquement en représailles et en représailles pour eux-mêmes ayant été portées devant les tribunaux.[réf. nécessaire]
Bien que les lois RICO puissent couvrir les crimes liés au trafic de drogue en plus d'autres actes sous-jacents RICO plus traditionnels tels que l'extorsion, le chantage et le racket, les réseaux de drogue à grande échelle et organisés sont désormais couramment poursuivis en vertu du Statut de l'entreprise criminelle continue, également connu sous le nom de " Statut de la cheville ouvrière". Les lois CCE ne ciblent que les trafiquants responsables de complots élaborés et à long terme, tandis que la loi RICO couvre une variété de comportements criminels organisés.

### Dispositions civiles
La loi RICO contient une disposition qui permet l'introduction d'une action civile par une partie privée pour récupérer les dommages subis à la suite de la commission d'une infraction sous-jacente RICO.

## Cas célèbres

### Mafia des cow-boys
La loi RICO a joué un rôle déterminant dans l'inculpation des membres de ce groupe actif en 1977 et 1978 au Texas, au Tennessee et en Floride, en y ayant importé plus de 106 tonnes de marijuana. Utilisant quatre bateaux crevettiers ' Agnes Pauline, le Monkey, le Jubilee et le Bayou Blues, le groupe a effectué six voyages de la Colombie au Texas. Le groupe est arrêté en 1978 après l’arraisonnement par le gouvernement fédéral de l'Agnes Pauline alors qu'ils déchargeait sa cargaison à Port Arthur, au Texas. En 1979, 26 membres du réseau de contrebande sont condamnés. Charles Muscles Foster, contremaître de ranch et chef de l'exploitation, plaide innocent pour cause d'aliénation mentale et est acquitté en 1980. En août 1981, Rex Cauble a été inculpé par un grand jury, le gouvernement estimant qu'il était le bailleur de fonds des passeurs. Foster était le contremaître de ses ranchs et la drogue était transportée vers les ranchs de Cauble dans tout le Texas. Cauble était un multimillionnaire, l'ancien président de la Texas Aeronautics Commission et un Texas Ranger honoraire. Il était également le propriétaire de Cutter Bill, un célèbre cheval de coupe.[5] Cauble a été reconnu coupable en janvier 1982 de dix chefs d'accusation, dont : deux chefs d'accusation de violation de la loi RICO (Racketeer Influenced and Corrupt Organizations Act), complot en vue de violer la RICO, trois violations de l'Interstate Commerce Travel Act et quatre chefs de détournement de fonds bancaires. Il a été condamné à dix peines concurrentes de cinq ans. Il a purgé sa peine de prison et a été libéré en septembre 1987. Cauble est décédé en 2003. Trois livres ont été publiés, le pilote de jet personnel de Rex Cauble, Roy Graham, a publié un livre « The Cowboy Mafia » en 2003, « Catching the Katy » de Barker Milford 2017 et « A Conspiracy Revealed » de l'agent de la DEA Daniel Wedeman Sr.
À la suite de la condamnation de RICO, Cauble a perdu sa participation de 31 % dans Cauble Enterprises et l'une des plus importantes confiscations de participations. Cela comprenait des participations dans : deux magasins Cutter Bill Western World, trois banques texanes (Western State Bank à Denton, Dallas International Bank et South Main Bank of Houston), six ranchs, une société de fournitures de soudage et des exploitations pétrolières et gazières. La valeur de l'entreprise était estimée à 80 millions de dollars. Cependant, le gouvernement a revendu leur participation aux autres partenaires (la femme et le fils de Cauble) pour un montant estimé à 12 millions de dollars.[réf. nécessaire]

### Club de moto des Hells Angels
En 1979, le gouvernement fédéral des États-Unis s'en est pris à Sonny Barger et à plusieurs membres et associés du chapitre d'Oakland des Hells Angels en utilisant RICO. Aux États-Unis vs. Barger, l'équipe de poursuite a tenté de démontrer un modèle de comportement pour condamner Barger et d'autres membres du club RICO d'infractions liées aux armes à feu et aux drogues illégales. Le jury a acquitté Barger des accusations de RICO avec un jury suspendu pour les actes sous-jacents : « Il n'y avait aucune preuve que cela faisait partie de la politique du club, et même s'ils ont essayé, le gouvernement n'a pu proposer de procès-verbal incriminant d'aucun de nos réunions mentionnant la drogue et les armes à feu,.

### Latin Kings
Plusieurs membres des Latin Kings ont été reconnus coupables d'infractions RICO.

### Gil Dozier
Le commissaire à l'agriculture et à la foresterie de la Louisiane, Gil Dozier, en poste de 1976 à 1980, a été inculpé de violations des lois Hobbs et RICO. Il a été accusé d'avoir contraint des entreprises faisant affaire avec son département à faire des contributions électorales en son nom. Le 23 septembre 1980, le tribunal de district des États-Unis basé à Baton Rouge pour le district central de la Louisiane a condamné Dozier de cinq chefs d'extorsion et de racket. La peine de dix ans d'emprisonnement, portée plus tard à dix-huit lorsque d'autres infractions ont été déterminées, et une amende de 25 000 $ a été suspendue en attendant l'appel, et Dozier est resté en liberté sous caution. Il a finalement servi près de quatre ans jusqu'à ce qu'une commutation présidentielle le libère en 1986.

### Département de police de Key West, Floride
Vers juin 1984, le service de police de Key West situé dans le comté de Monroe, en Floride, a été déclaré entreprise criminelle en vertu des lois fédérales RICO après une longue enquête du ministère de la Justice des États-Unis. Plusieurs officiers de haut rang du département, dont le chef adjoint de la police Raymond Cassamayor, ont été arrêtés sous l'inculpation fédérale d'avoir organisé un racket de protection pour les trafiquants de cocaïne illégaux.  Au procès, un témoin a déclaré qu'il livrait régulièrement des sacs de cocaïne au bureau du sous-chef à l'hôtel de ville.

### Michael Milken
Le 29 mars 1989, aux États-Unis, le financier américain Michael Milken a été inculpé de 98 chefs d'accusation de racket et de fraude dans le cadre d'une enquête sur une allégation de délit d'initié et d'autres délits. Milken a été accusé d'avoir utilisé un vaste réseau de contacts pour manipuler les cours des actions et des obligations. C'était l'une des premières occasions où une mise en accusation RICO était portée contre un individu n'ayant aucun lien avec le crime organisé. Milken a plaidé coupable à six crimes moins graves de fraude en valeurs mobilières et d'évasion fiscale plutôt que de risquer de passer le reste de sa vie en prison et a fini par purger 22 mois de prison. Milken a également été banni à vie du secteur des valeurs mobilières.
Le 7 septembre 1988, l'employeur de Milken, Drexel Burnham Lambert, a été menacé d' être inculpé RICO respondeat supérieure, la doctrine juridique que les entreprises sont responsables des crimes de leurs employés. Drexel a évité les charges RICO en inscrivant un plaidoyer d'Alford contre des délits mineurs de stationnement et de manipulation de stock. Dans un plaidoyer soigneusement rédigé, Drexel a déclaré qu'il n'était "pas en mesure de contester les allégations" formulées par le gouvernement. Si Drexel avait été inculpé en vertu des lois RICO, il aurait dû déposer une caution de bonne exécution pouvant aller jusqu'à 1 milliard de dollars pour éviter le gel de ses actifs. Cela aurait pris le pas sur toutes les autres obligations de l'entreprise, y compris les prêts qui ont fourni 96 pour cent de sa base de capital. Si jamais l'obligation devait être payée, ses actionnaires auraient été pratiquement anéantis. Étant donné que les banques n'accorderont pas de crédit à une entreprise inculpée en vertu du RICO, un acte d'accusation aurait probablement mis Drexel à la faillite. Selon au moins une estimation, une mise en accusation RICO aurait détruit l'entreprise en un mois. Des années plus tard, le président et chef de la direction de Drexel, Fred Joseph, a déclaré que Drexel n'avait d'autre choix que de plaider coupable car "une institution financière ne peut pas survivre à un acte d'accusation RICO".

### Major League de baseball
En 2001, les propriétaires d'équipes de la Ligue majeure de baseball ont voté pour éliminer deux équipes, vraisemblablement les Twins du Minnesota et les Expos de Montréal. En 2002, les anciens propriétaires minoritaires des Expos ont déposé des accusations en vertu de la loi RICO contre le commissaire de la MLB Bud Selig et l'ancien propriétaire des Expos Jeffrey Loria, affirmant que Selig et Loria avaient délibérément conspiré pour dévaluer l'équipe à des fins personnelles en vue d'un déménagement. Si sa responsabilité était reconnue, la Major League Baseball aurait pu être responsable de jusqu'à 300 millions de dollars de dommages-intérêts punitifs. L'affaire a duré deux ans, retardant avec succès le déménagement des Expos à Washington ou la contraction pendant cette période. Il a finalement été envoyé à l'arbitrage, où les arbitres ont statué en faveur de la Major League Baseball, permettant le déménagement à Washington.

### Service de police de Los Angeles
En avril 2000, le juge fédéral William J. Rea à Los Angeles, statuant dans une affaire de scandale Rampart, a déclaré que les plaignants pourraient poursuivre les réclamations de RICO contre le LAPD, une conclusion sans précédent. L'idée qu'une organisation policière puisse être qualifiée d'entreprise de racket a secoué la mairie et a encore plus endommagé l'image déjà ternie du LAPD.[réf. nécessaire] En juillet 2001, le juge de district américain Gary A. Feess a déclaré que les plaignants n'avaient pas qualité pour poursuivre le LAPD sous RICO, car ils alléguaient des blessures personnelles plutôt que des dommages économiques ou matériels.

### Industries Mohawks
Le 26 avril 2006, la Cour suprême a entendu Mohawk Industries, Inc. c. Williams, 547 U.S.  516 (2006), qui concernait le type de sociétés tombant sous le champ d'application de RICO. Mohawk Industries aurait embauché des étrangers illégaux, en violation de RICO. Le tribunal a été invité à décider si Mohawk Industries, ainsi que les agences de recrutement, constituaient une « entreprise » qui pouvait être poursuivie en vertu du RICO. Cependant, en juin de la même année, le tribunal a rejeté l'affaire et l'a renvoyée devant la Cour d'appel des États-Unis.

### Famille du crime Gambino
John Gotti et Frank Locascio sont reconnus coupables le 2 avril 1992 en vertu de la loi RICO et sont plus tard condamnés à la prison à vie.
À Tampa, le 16 octobre 2006, quatre membres de la famille du crime Gambino (Capo Ronald Trucchio, Terry Scaglione, Steven Catallone et Anthony Mucciarone ainsi que son associé Kevin McMahon) sont jugés selon les statuts RICO, reconnus coupables et condamnés à la prison à perpétuité.

### Famille du crime Lucchese
Au milieu des années 1990, les procureurs Gregory O'Connell et Charles Rose ont utilisé les accusations de RICO pour faire tomber la famille Lucchese dans un délai de 18 mois. Le démantèlement de la famille Lucchese a eu un impact financier profond sur les entreprises précédemment détenues par la mafia telles que la construction, l'habillement et le transport des ordures. Ici, ils dominaient et extorquaient de l'argent par le biais d'impôts, de cotisations et de frais. Un exemple de cette extorsion était le commerce des ordures. Le transport des ordures du World Trade Center a coûté aux propriétaires du bâtiment 1,2 million de dollars par an à enlever lorsque la mafia a monopolisé l'entreprise, contre 150 000 par an lorsque des offres concurrentielles pouvaient être recherchées.

### Famille du crime Bonanno
Le procès du chef de la famille du crime Bonanno, Joseph Massino, a commencé le 24 mai 2004, sous la présidence du juge Nicholas Garaufis, Greg. RÉ. Andres et Robert Henoch dirigent l'accusation. Il faisait maintenant face à 11 chefs d'accusation de RICO pour sept meurtres (en raison de la possibilité que des procureurs demandent la peine de mort pour le meurtre de Sciascia, cette affaire a été séparée pour être jugée séparément), incendie criminel, extorsion, prêt usuraire, jeu illégal et blanchiment d'argent. Après avoir délibéré pendant cinq jours, le jury a déclaré Massino coupable des 11 chefs d'accusation le 30 juillet 2004. Sa condamnation était initialement prévue pour le 12 octobre et il devait recevoir une peine d'emprisonnement à perpétuité sans possibilité de libération conditionnelle. Le jury a également approuvé la confiscation recommandée par les procureurs de 10 millions de dollars du produit de son règne en tant que patron de Bonanno le jour du verdict.
Immédiatement après sa condamnation le 30 juillet, alors que le tribunal était ajourné, Massino a demandé une rencontre avec le juge Garaufis, où il a fait sa première offre de coopération. Il l'a fait dans l'espoir d'épargner sa vie; il risquait la peine de mort s'il était reconnu coupable du meurtre de Sciascia. En effet, l'un des derniers actes de John Ashcroft en tant que procureur général fut d'ordonner aux procureurs fédéraux de demander la peine de mort pour Massino. Massino était ainsi le premier chef de la mafia à être exécuté pour ses crimes et le premier chef de la mafia à encourir la peine de mort depuis que Lepke Buchalter a été exécuté en 1944. Massino a été le premier patron en exercice d'une famille criminelle de New York à produire des preuves de l'État et le deuxième dans l'histoire de la mafia américaine à le faire  (le patron de la famille criminelle de Philadelphie, Ralph Natale, s'était retourné en 1999 face à des accusations de drogue).

### Outfitde Chicago
En 2005, l'Opération Secrets de famille du ministère américain de la Justice a inculpé 14 membres et associés de Chicago Outfit (également connu sous le nom de Outfit, Chicago Mafia, Chicago Mob ou Organisation) sous les prédicats RICO. Cinq accusés ont été reconnus coupables de violations du RICO et d'autres crimes. Six ont plaidé coupables, deux sont décédés avant le procès et un était trop malade pour être jugé.

### Michael Conahan et Mark Ciavarella
Un grand jury fédéral du Middle District de Pennsylvanie a prononcé un acte d'accusation de 48 chefs d'accusation contre l'ancien tribunal des plaids communs du comté de Luzerne, les juges Michael Conahan et Mark Ciavarella. Les juges ont été inculpés de RICO après avoir prétendument commis des actes de fraude postale et électronique, d'évasion fiscale, de blanchiment d' argent et de fraude aux services honnêtes. Les juges ont été accusés d'avoir reçu des pots-de-vin pour loger des mineurs, que les juges ont condamnés pour la plupart des délits mineurs, dans un centre de détention privé. L'incident a été surnommé par de nombreux journaux locaux et nationaux le « scandale des enfants contre de l'argent ». Le 18 février 2011, un jury fédéral a déclaré Mark Ciavarella coupable de racket en raison de son implication dans l'acceptation de paiements illégaux de Robert Mericle, le développeur de PA Child Care, et de l'avocat Robert Powell, copropriétaire de l'établissement. Ciavarella fait face à 38 autres chefs d'accusation devant un tribunal fédéral.

### Scott W. Rothstein
Scott W. Rothstein est un avocat radié du barreau et l'ancien actionnaire directeur, président et chef de la direction du cabinet d'avocats aujourd'hui disparu Rothstein Rosenfeldt Adler. Il a été accusé d'avoir financé sa philanthropie, ses contributions politiques, les salaires des cabinets d'avocats et un style de vie extravagant avec un énorme stratagème de Ponzi d'un montant de 1,2 milliard de dollars. Le 1er décembre 2009, Rothstein s'est rendu aux autorités fédérales et a ensuite été arrêté pour des accusations liées à RICO. Bien que son plaidoyer de mise en accusation ne soit pas coupable, Rothstein a coopéré avec le gouvernement et a annulé son plaidoyer de culpabilité pour cinq crimes fédéraux le 27 janvier 2010. Bond a été démenti par le juge d'instance américain Robin Rosenbaum, qui a statué qu'en raison de sa capacité à falsifier des documents, il était considéré comme un risque de fuite. Le 9 juin 2010, Rothstein a été condamné à 50 ans de prison après une audience devant un tribunal fédéral de Fort Lauderdale.

### AccessHealthSource
Onze accusés ont été inculpés de RICO pour avoir prétendument aidé AccessHealthSource, un fournisseur de soins de santé local, à obtenir et à maintenir des contrats lucratifs avec des entités gouvernementales locales et étatiques dans la ville d'El Paso, au Texas, « par le biais de pots-de-vin et de pots-de-vin à des élus ou à lui-même et autres, extorsion sous couvert d'autorité, stratagèmes et artifices frauduleux, faux prétextes, promesses et représentations et privation du droit des citoyens aux services honnêtes de leurs élus locaux » (voir acte d'accusation).

### FIFA
Quatorze prévenus affiliés à la FIFA sont inculpés en vertu de la loi RICO pour 47 chefs d'accusation de « racket, fraude électronique et complot de blanchiment d'argent, entre autres infractions, en rapport avec la participation des prévenus à un programme de 24 ans visant à s'enrichir par la corruption d'organisations internationales. football." Les accusés comprennent de nombreux hauts gradés actuels et anciens de la FIFA et de sa filiale CONCACAF. Les accusés auraient utilisé l'entreprise comme façade pour collecter des millions de dollars de pots-de-vin, ce qui pourrait avoir influencé les candidatures gagnantes de la Russie et du Qatar pour accueillir les Coupes du monde de football 2018 et 2022, respectivement.

### Compagnie Drummond
En 2015, la Drummond Company a poursuivi les avocats Terrence P. Collingsworth et William R. Scherer, le groupe de défense International Rights Advocates (IRAdvocates) et l'homme d'affaires néerlandais Albert van Bilderbeek, l'un des propriétaires de Llanos Oil, les accusant d'avoir violé RICO en alléguant que Drummond avait travaillé aux côtés d'Autodefensas Unidas de Colombia pour assassiner des dirigeants syndicaux à proximité de leurs mines de charbon colombiennes, ce que Drummond nie.

### Len Fasano, sénateur du Connecticut
En 2005, un jury fédéral a ordonné à Fasano de payer 500 000 $ en vertu du RICO pour avoir aidé illégalement un client à cacher ses actifs dans une affaire de faillite.

### Lechter c. Aprio
Dans l'affaire Géorgie du Nord Lechter c. Aprio, un cabinet comptable d'Atlanta, en Géorgie, nommé Aprio, LLP  été poursuivi par des clients pour les avoir impliqués dans un stratagème d'évasion fiscale  utilisant des servitudes de conservation. Dans la plainte, David Deary, un avocat du plaignant, a déclaré : « C'est exactement le genre de conduite que la loi civile RICO a été conçue pour remédier, lorsque vous avez un groupe de conseillers professionnels qui élaborent un stratagème en secret manipulant un tas de règles techniques que les profanes ne comprennent pas pour priver les gens de leur argent."  Plus précisément, la réclamation cite des violations de la loi sur les organisations influencées et corrompues par les racketteurs ("RICO"), 18 USC §§1961-1968, des violations de la loi Georgia RICO, OCGA § 16-4-1, et suiv.
L'affaire est suivie pour ses implications concernant l'utilisation des servitudes de conservation comme abris fiscaux. Un article de Bloomberg Tax déclare : « Un recours collectif affirmant que les promoteurs de servitudes de conservation syndiquées savaient dès le départ que leurs accords violaient les lois fiscales est une nouvelle voie légale pour les investisseurs lésés alors que l'Internal Revenue Service et le ministère de la Justice propres répressions." .